# One Race Films
One Race Films (також просто відома як One Race Productions) — американська кіно- та мультимедійна компанія. Вона базується в Студіо-Сіті, Каліфорнія, і в основному виробляє художні фільми. Через свої дочірні компанії Tigon Studios і Racetrack Records компанія також виробляє відеоігри та має звукозаписний лейбл. Наразі One Race випустила загалом 15 повнометражних фільмів, у всіх з яких знімається Він Дізель, який заснував компанію в 1995 році.
Станом на жовтень 2017 року його повнометражні фільми зібрали понад 3 мільярди доларів США в усьому світі, із середнім валовим збором у 231,3 мільйона доларів США за фільм. Фільми компанії, особливо у франшизі «Форсаж», є одними з найкасовіших за весь час, тоді як сам серіал є одним із найкасовіших за весь час. Хоча студія традиційно знімає бойовики, Дізель також знімався в драмах і незалежних фільмах. Фільми студії зазвичай розповсюджуються Universal Pictures. У 2011 році його виробнича компанія підписала першочергову угоду з Universal.

## Фільмографія

### Фільм
| Назва                           | Директор(и)        | Дата випуску         | Примітки       |       |
| ------------------------------- | ------------------ | -------------------- | -------------- | ----- |
| Хроніки Ріддіка                 | Девід Тухі         | 11 червня 2004 року  |                |       |
| Знайди мене винним              | Сідні Люмет        | 17 березня 2006 року |                |       |
| Вавилон нашої ери               | Матьє Касовіц      | 29 серпня 2008 року  |                |       |
| Форсаж                          | Джастін Лін        | 3 квітня 2009 року   |                |       |
| Los Bandoleros                  | Він Дизель         | 28 липня 2009 року   | Короткий фільм |       |
| Швидка п'ять                    | Джастін Лін        | 29 квітня 2011 року  |                |       |
| Форсаж 6                        | Джастін Лін        | 24 травня 2013 року  |                |       |
| Ріддік                          | Девід Тухі         | 6 вересня 2013 року  |                |       |
| Лютий 7                         | Джеймс Ван         | 3 квітня 2015 року   |                |       |
| Останній мисливець на відьом    | Брек Айснер        | 23 жовтня 2015 року  |                |       |
| XXX: Повернення Ксандера Кейджа | Діджей Карузо      | 20 січня 2017 року   |                |       |
| Доля лютих                      | Ф. Гері Грей       | 14 квітня 2017 року  |                |       |
| Налитий кров'ю                  | Девід С. Ф. Вілсон | 13 березня 2020 р    |                |       |
| F9                              | Джастін Лін        | 25 червня 2021 р     |                | [ 2 ] |
| Швидкий X                       | Луї Летер'є        | 19 травня 2023 р     |                |       |